# Hans-Dieter Weihs
Hans-Dieter Weihs foi um piloto alemão da Luftwaffe durante a Segunda Guerra Mundial. Abateu 8 aeronaves inimigas, fazendo dele um ás da aviação. Todas as suas vitórias aéreas foram alcançadas a bordo de um Messerschmitt Me 262, o que o tornou num de apenas 28 ases a jato da guerra.